# Anisopodus macropus
Anisopodus macropus är en skalbaggsart som beskrevs av Bates 1863. Anisopodus macropus ingår i släktet Anisopodus och familjen långhorningar. Inga underarter finns listade i Catalogue of Life.